# When the Beat Drops Out
When the Beat Drops Out ist ein Lied des Sängers Marlon Roudette, welches am 18. Juli 2014 veröffentlicht wurde. Es wurde von Marlon Roudette und Jamie Hartman geschrieben.

## Produktion
When the Beat Drops Out ist eine Singleauskopplung aus Roudettes zweitem Studioalbum Electric Soul. Geschrieben wurde das Lied von Jamie Hartman und Marlon Roudette. Produziert wurde das Lied von Tim Bran und Roy Kerr. Der musikalische Stil ist karibisch geprägt, womit Roudette Verbindungen zu seiner Kindheit und Jugend in St. Vincent sowie Trinidad zieht. Aufgenommen wurde das Lied in den Londoner Abbey Road Studios, die Abmischung erfolgte durch Andrew Dawson.

## Musikvideo
Das Musikvideo zu When the Beat Drops Out wurde von Roudette zusammen mit Gail Mosley produziert. Regisseur ist Alexander Brown, der auch schon die Videoclips von James Blakes The Wilhelm Scream oder auch Owl Citys Umbrella Beach filmte. Es ist geprägt durch ruhige Kamerafahrten in gedämpften Farben. Hauptsächlich zu sehen sind der Sänger und eine Frau.

## Rezensionen
Artur Schulz meint bei laut.de, dass das Lied When the Beat Drops Out „höchst geschmeidig“ und in positivem Sinne gefällig aus den Boxen „groove“. Auch diginights.com meint, dass das Lied ohne Zweifel ein absoluter Ohrwurm sei und zudem ein Lied, welches auch beim „x-ten Mal“ hören einfach toll bliebe und im Vergleich zu manch anderen Künstlern wirklich Lust auf mehr mache. Für Hit-Tipp der Woche sei das Lied eine tanzbare Nummer mit eingängiger Melodie und Karibikfeeling, die aber auch ein bisschen melancholisch klinge.
Cat Velez merkt an, dass Alexander Brown ein geschmackvolles, bittersüßes Video zu dem Lied erstellt habe. Das Lied sei eine Geschichte über ein zeitloses Thema, denn Ruhm und Reichtum seien keine Garantie für Glück.

## Kommerzieller Erfolg

### Chartplatzierungen
| ChartsChartplatzierungen     | Höchstplatzierung | Wochen |
| ---------------------------- | ----------------- | ------ |
| Deutschland (GfK)            | 1 (30 Wo.)        | 30     |
| Österreich (Ö3)              | 2 (20 Wo.)        | 20     |
| Schweiz (IFPI)               | 2 (30 Wo.)        | 30     |
| Vereinigtes Königreich (OCC) | 7 (21 Wo.)        | 21     |

| ChartsJahrescharts (2014) | Platzierung |
| ------------------------- | ----------- |
| Deutschland (GfK)         | 13          |
| Österreich (Ö3)           | 37          |
| Schweiz (IFPI)            | 21          |

### Auszeichnungen für Musikverkäufe
| Land/Region                  | Auszeichnungen für Musikverkäufe (Land/Region, Auszeichnung, Verkäufe) | Verkäufe  |
| ---------------------------- | ---------------------------------------------------------------------- | --------- |
| Australien (ARIA)            | Platin                                                                 | 70.000    |
| Dänemark (IFPI)              | Gold                                                                   | 30.000    |
| Deutschland (BVMI)           | Platin                                                                 | 300.000   |
| Italien (FIMI)               | Platin                                                                 | 30.000    |
| Österreich (IFPI)            | Gold                                                                   | 15.000    |
| Schweiz (IFPI)               | Gold                                                                   | 15.000    |
| Vereinigtes Königreich (BPI) | Platin                                                                 | 600.000   |
| Insgesamt                    | 3× Gold · 4× Platin ·                                                  | 1.060.000 |